# نوفوتشركاسك
نوفوتشركاسك (بالروسية: Новочеркасск) هي إحدى مدن روسيا في الكيان الفدرالي الروسي روستوف أوبلاست.

## توأمة
لنوفوتشركاسك اتفاقيات توأمة مع كل من:
- إزرلون
- Sremski Karlovci [الإنجليزية]‏
- سيمفروبول (2008 - )[4]
- كرنشتات

## أعلام
- انتون "كلين" اوستروفسكي
- ألكسندر ليبيد
- يوري سيديخ
- بافل ميلينكوف
- أندريه تشيكاتيلو
- يوليا غوشتشينا